# Prince Fielder
Prince Semien Fielder (nascido em 9 de maio de 1984) é um ex-jogador profissional de beisebol que atuou como primeira base e rebatedor designado. Jogou na Major League Baseball (MLB) pelo Milwaukee Brewers, Detroit Tigers e Texas Rangers. Foi selecionado na primeira rodada do draft da MLB de 2002 pelos Brewers vindo da Eau Gallie High School em Melbourne, Flórida e passou suas primeiras sete temporadas de carreira da MLB com os Brewers antes de assinar com o Detroit Tigers em janeiro de 2012. Em novembro de 2013, foi negociado com os Rangers, onde encerrou sua carreira devido à lesões em 2016.
Fielder foi convocado seis vezes para o All-Star Game. Detém o recorde da equipe dos Brewers em home runs em uma temporada e é o mais jovem jogador da liga a rebater 50 home runs em temporada única. Se tornou o primeiro jogador dos Brewers a vencer o Home Run Derby, batendo  Nelson Cruz na rodada final em 2009. Venceu também o derby de 2012, se juntando à Ken Griffey Jr. e Yoenis Céspedes como os únicos jogadores a vencer mais de uma vez o derby e se tornando o primeiro jogador a vencer o derby pelas equipes All-Star tanto da Liga Americana como pela Liga Nacional.
Em 10 de agosto de 2016, Fielder anunciou que não continuaria sua carreira como jogador após uma segunda cirurgia no pescoço em três anos. Foi liberado pelos Rangers em 4 de outubro de 2017. Encerrou sua carreira com 319 home runs, o mesmo número de seu pai, Cecil Fielder. Prince e Cecil Fielder são também a única combinação pai-filho a rebater, cada um, 50 home runs em temporada única.